# Kumogata Ike
Kumogata Ike (von japanisch 雲形池 ‚Wolkenförmiger See‘) ist ein kleiner, flacher See an der Prinz-Harald-Küste des ostantarktischen Königin-Maud-Lands. Auf der Halbinsel Skarvsnes am Ostufer der Lützow-Holm-Bucht liegt er auf der nordwestlichen Anhöhe des Kizahashi Beach.
Japanische Wissenschaftler benannten ihn 2012 nach seiner Form.